# ستيفن كاتس
ستيفن كاتس (بالإنجليزية: Stephen Katz)‏ هو كاتب سيناريو ومدرس أمريكي، ولد في 4 يوليو 1946 في نيويورك في الولايات المتحدة، وتوفي في 18 أكتوبر 2005 في بلينو في الولايات المتحدة بسبب سرطان البروستاتا.

## وصلات خارجية
- ستيفن كاتس على موقع IMDb (الإنجليزية)
- ستيفن كاتس على موقع ألو سيني (الفرنسية)
- ستيفن كاتس على موقع أول موفي (الإنجليزية)
- ستيفن كاتس على موقع قاعدة بيانات الفيلم (الإنجليزية)
- ستيفن كاتس على موقع كينوبويسك (الروسية)